# Otto Heinrich Jäger
Otto Heinrich Jäger, född 10 juni 1828, död 17 juli 1912, var en tysk gymnast.
Otto Heinrich Jäger var gymnastiklärare i Zürich 1854–1857 samt 1862–1890 först lärare vid och senare föreståndare för utbildningsanstalten för gymnastiklärare i Stuttgart. Jäger var pionjär för de senare vanliga så kallade naturliga gymnastiksystemen men huvudvikten lagd på löpning, kast, hopp och klättring. Han var även upphovsman till stavgymnastiken med järnstavar, som fick efterföljare runt om i världen. Jäger utgav bland annat Turnschule für die deutsche Jugend (1864) och Neue Turnschule (1876).